# Trädgårdsveronika
Trädgårdsveronika (Veronica persica) är en växtart i familjen grobladsväxter.